# Karl Klug (Footballspieler)
Karl Rainer Klug (* 31. März 1988 in Caledonia, Minnesota) ist ein ehemaliger US-amerikanischer American-Football-Spieler. Er spielte seine ganze Karriere hindurch bei den Tennessee Titans in der National Football League (NFL) auf der Position des Defensive End.

## College
Klug besuchte die University of Iowa und spielte für deren Team, die Hawkeyes, von 2007 bis 2010 erfolgreich College Football, wobei ihm insgesamt 140 Tackles und 11,5 Sacks gelangen.

## NFL
Beim NFL Draft 2011 wurde er in der 5. Runde als insgesamt 142. von den Tennessee Titans ausgewählt und kam seither in jedem Spiel zum Einsatz, wobei er meist als Defensive End, mitunter aber auch als Tackle aufläuft.
Im März 2015 unterschrieb er einen Zweijahresvertrag im Wert von 3,75 Mio. US-Dollar.
Im März 2018 wurde er von den Titans entlassen.

## Nach der Karriere
Aktuell (Stand 09/19) arbeitet Klug als Defensive Line Coach an der Fred J. Page High School in Franklin, Tennessee.